# Myurella (Plantae)
Myurella, rod pravih mahovina iz porodice Theliaceae opisan 1853., dio reda Hypnales. Postoje 4 priznate vrste raširene po Sjevernoj Americi i Euroaziji.

## Vrste
1. Myurella acuminata Lindb. & Arnell
2. Myurella julacea (Schwägr.) Schimp.
3. Myurella sibirica (Müll. Hal.) Reimers
4. Myurella tenerrima (Brid.) Lindb.